# ایستگاه متروی چیزیک پارک
ایستگاه متروی چیزیک پارک (انگلیسی: Chiswick Park tube station) یکی از ایستگاه‌های خط ناحیه متروی لندن است.
این ایستگاه که در ناحیه چیزیک قرار دارد در سال ۱۸۷۹ میلادی تأسیس شده است.